# Ptychella
Ptychella is een monotypisch geslacht van schimmels behorend tot de familie Bolbitiaceae. De typesoort is Ptychella ochracea.